# Руднева, Нина Исаевна
Нина Исаевна Руднева (в замужестве — Ольшанская; 19 октября 1923, Москва, СССР — 22 декабря 1975) — советская сценаристка, кандидат искусствоведения.

## Биография
Родилась 19 октября 1923 года в Москве.
В 1941 году поступила на искусствоведческое отделение МГУ, который окончила в 1945 году. В том же году поступила в аспирантуру при ГМИИ имени А. С. Пушкина, которую она также закончила, защитив кандидатскую диссертацию, и ей была присвоена учёная степень кандидата искусствоведения (1954, тема диссертации «Историко-революционная тема в советской графике»).
В советском кинематографе с 1957 года и написала сценарии к 11 фильмам вместе со своим супругом.
Скоропостижно умерла 22 декабря 1975 года.

### Личная жизнь
Была замужем за сценаристом Иосифом Ольшанским (1917—2004). Двое детей: Ольшанский Григорий Иосифович (1949 г.р.), доктор физико-математических наук; Ольшанский Виктор Иосифович (1954 г.р.), драматург, сценарист.

## Сочинения
- И и Н. Ольшанские «Для чего ты явился в мир». Советский экран, 1969, № 8.
- И. Ольшанский и Н. Руднева «Киносценарии». Искусство, М., 1964.
- И. Ольшанский и Н. Руднева «Липа хороша лишь в лесу». Советский экран, 1962, № 1.
- Тьеполо [Текст]. — Москва : Искусство, 1957. — 44 с., 17 л. ил.; 17 см.
- Начнем с начала [Текст] : Пьеса в 2 д. / Отв. ред. С. Терентьева. — Москва : ВААП, 1974. — 78 л.; 29 см.
- Поезда расходятся… [Текст] : Драма в 2 актах / Иосиф Ольшанский, Нина Руднева ; Отв. ред. Е. Буромская. — Москва : ВУОАП, 1966. — 69 л.; 28 см.
- День открытых дверей [Текст] : Пьеса в 2 ч. / И. Г. Ольшанский, Н. И. Руднева ; Отв. ред. В. Цирнюк. — Москва : ВУОАП, 1972. — 74 л.; 29 см.
- Киносценарии [Текст] / И. Г. Ольшанский, Н. И. Руднева; [Предисл. А. Володина]. — Москва : Искусство, 1964. — 451 с. : ил.; 21 см.

## Фильмография

### Сценаристка
- 1957 — Дом, в котором я живу
- 1958 — Трое вышли из леса
- 1959 — Первый день мира
- 1961 — А если это любовь?
- 1963 — Пока жив человек
- 1966 — Не забудь... станция Луговая
- 1969 — Старый дом
- 1971 — Дорога на Рюбецаль[3]
- 1972 — Гонщики
- 1975 — В ожидании чуда
- 1975 — День открытых дверей